# ナルシス・ディアズ・ド・ラ・ペーニャ
ナルシス＝ヴィルジール・ディアズ・ド・ラ・ペーニャ（Narcisse Virgilio Díaz de la Peña、1808年8月25日 - 1876年11月18日）はスペイン人の両親を持つフランスの画家である。「バルビゾン派」を代表する画家の一人である。

## 略歴
ボルドーでスペインからの亡命者の両親の元に生まれた。父親はイギリスで没し、10歳までに母親も失った。さらに少年時代に森で毒蛇に足を噛まれ、治療に成功せず義足の生活を強いられることになった。15歳で、セーヴルの王立製陶所に雇われ、陶器の絵付けの仕事についた。絵付けの仕事の制約に不満を持ち、絵画に転じ、ジュール・デュプレらと共に油彩画を学んだ。初期には、華やかな衣装の婦人像やトルコや東洋風の題材の絵画を描いた。サロン・ド・パリに出展し、1834年にサロンで入選することになった。
人物画家として出発したが、「バルビゾン派」の画家、特にテオドール・ルソーを知ると、風景画を主に描くようになった。ルソーは、1831年のサロンに18歳で入選し、ディアズが入選した1834年のサロンでは、出展した絵画がオルレアン公の買い上げられる名誉を受けていた。しばらくしてルソーから樹木の描き方などの技術の指導を受け、4歳年下のルソーを唯一の師匠として生涯尊敬してゆくことになった。1837年にはフォンテーヌブローの森の風景画をサロンに出品し、バルビゾンに住むようになった。人気画家となり、1850年にはレジオン・ドヌール勲章を受勲した。

## 作品

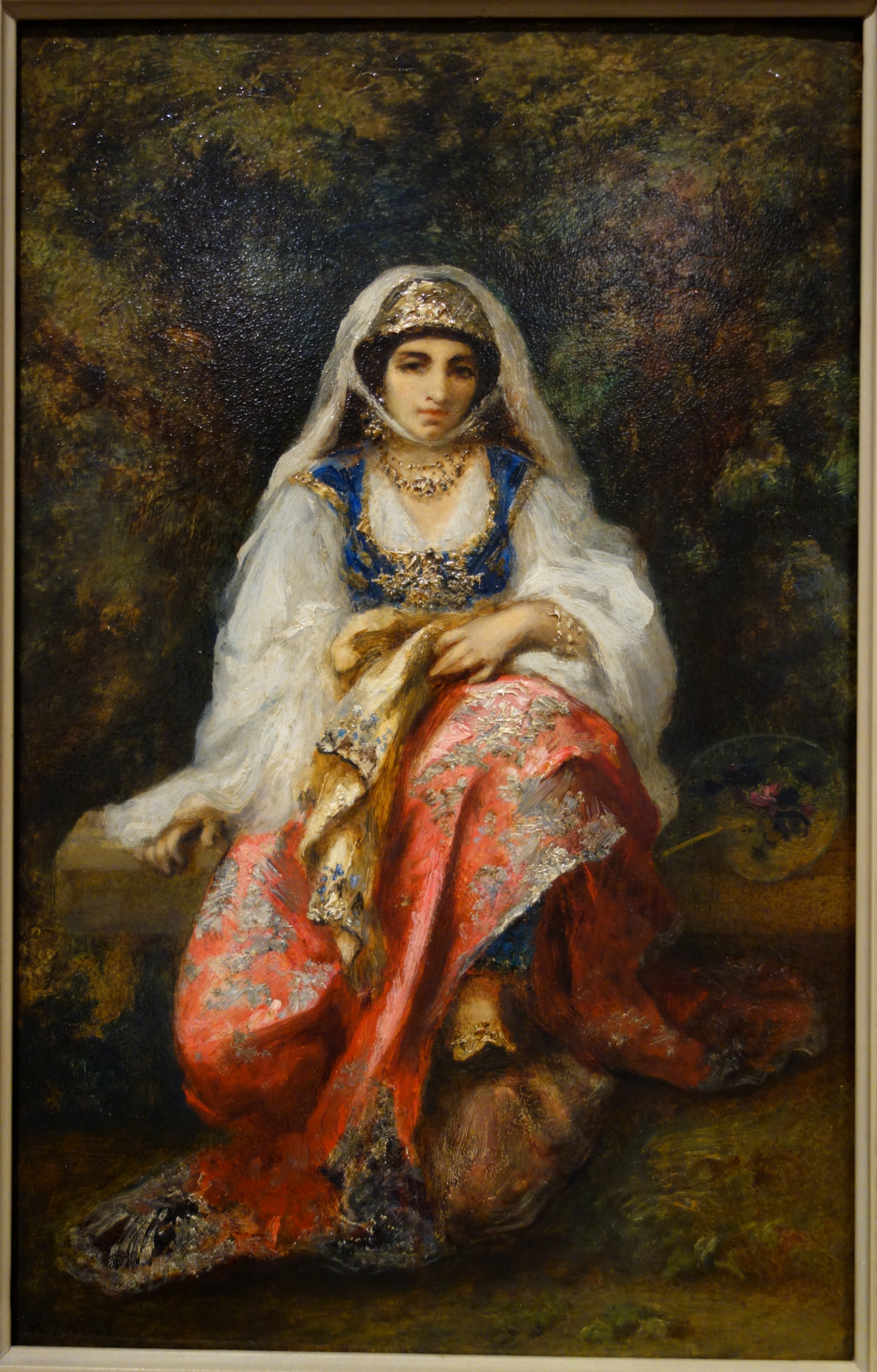
オリエントの女性(1865)
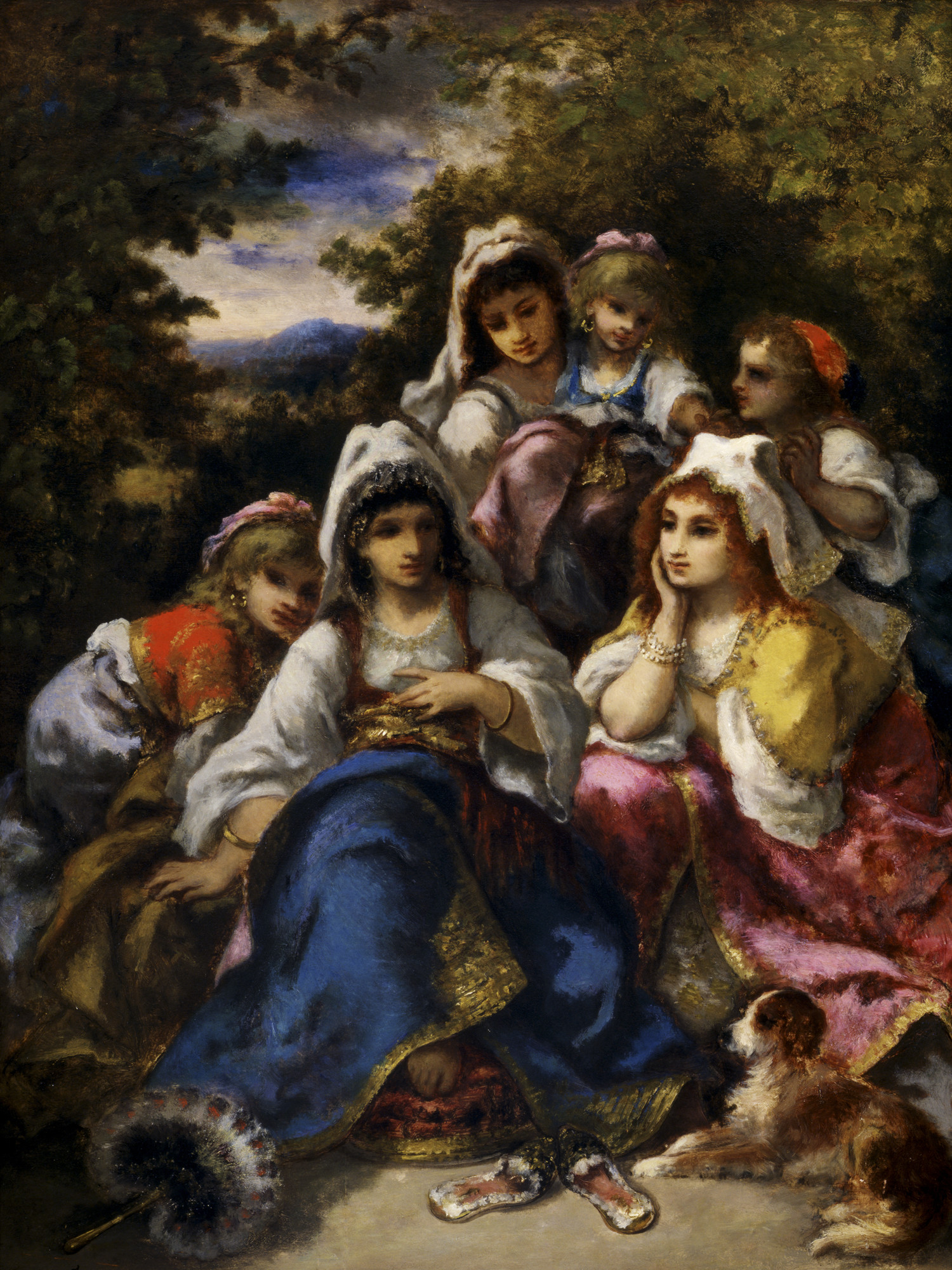
ジプシーの王女 (1865-1870)
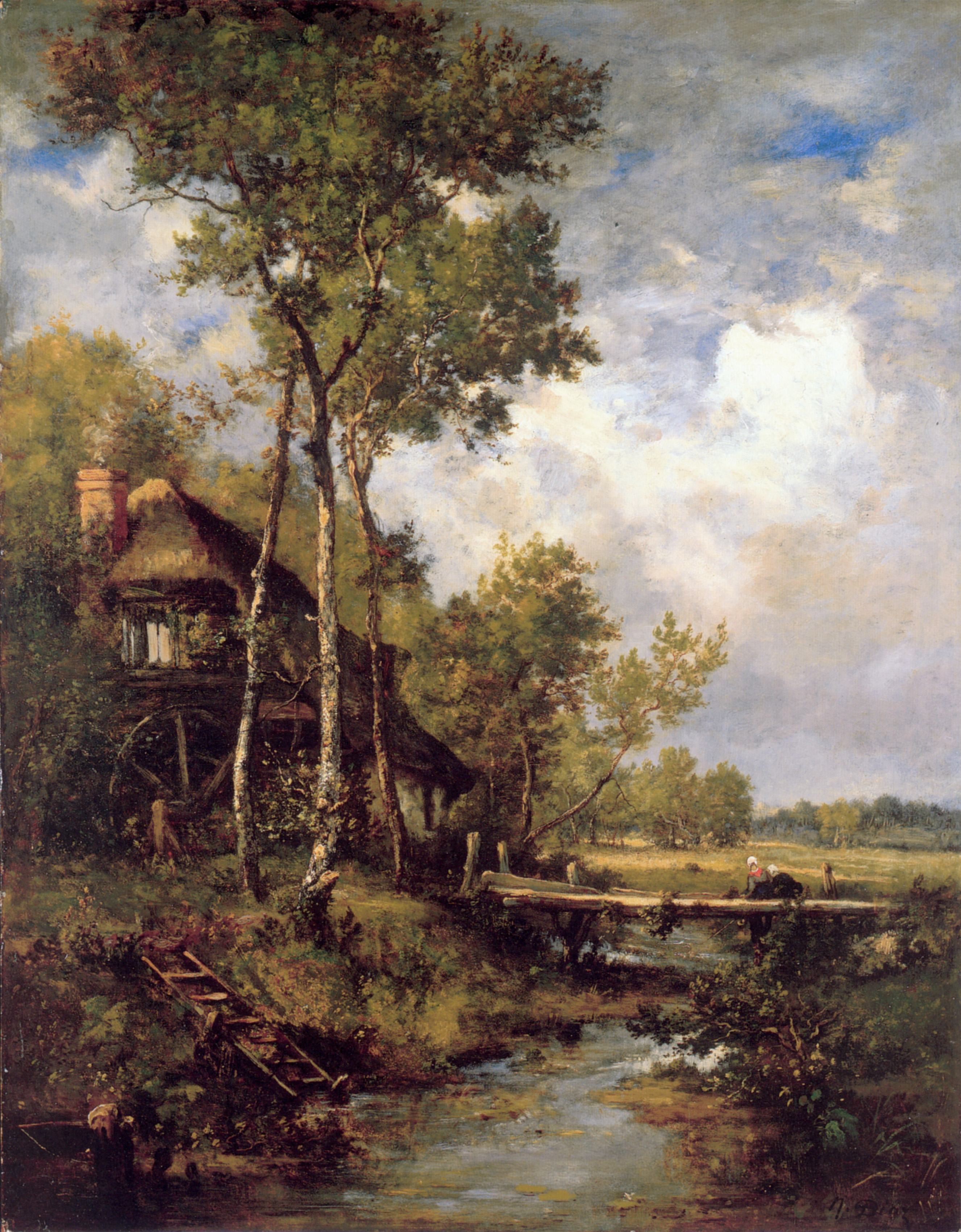
バルビゾン近くの水車
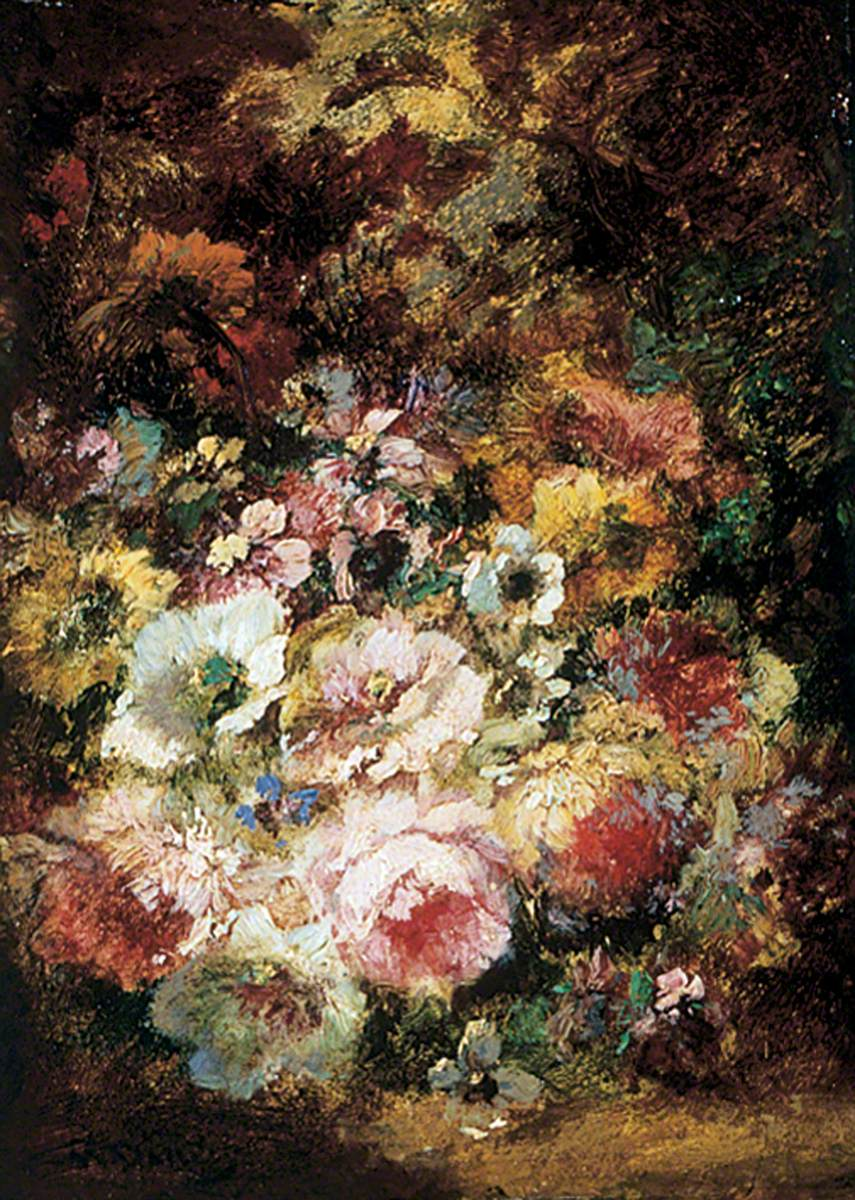
花図

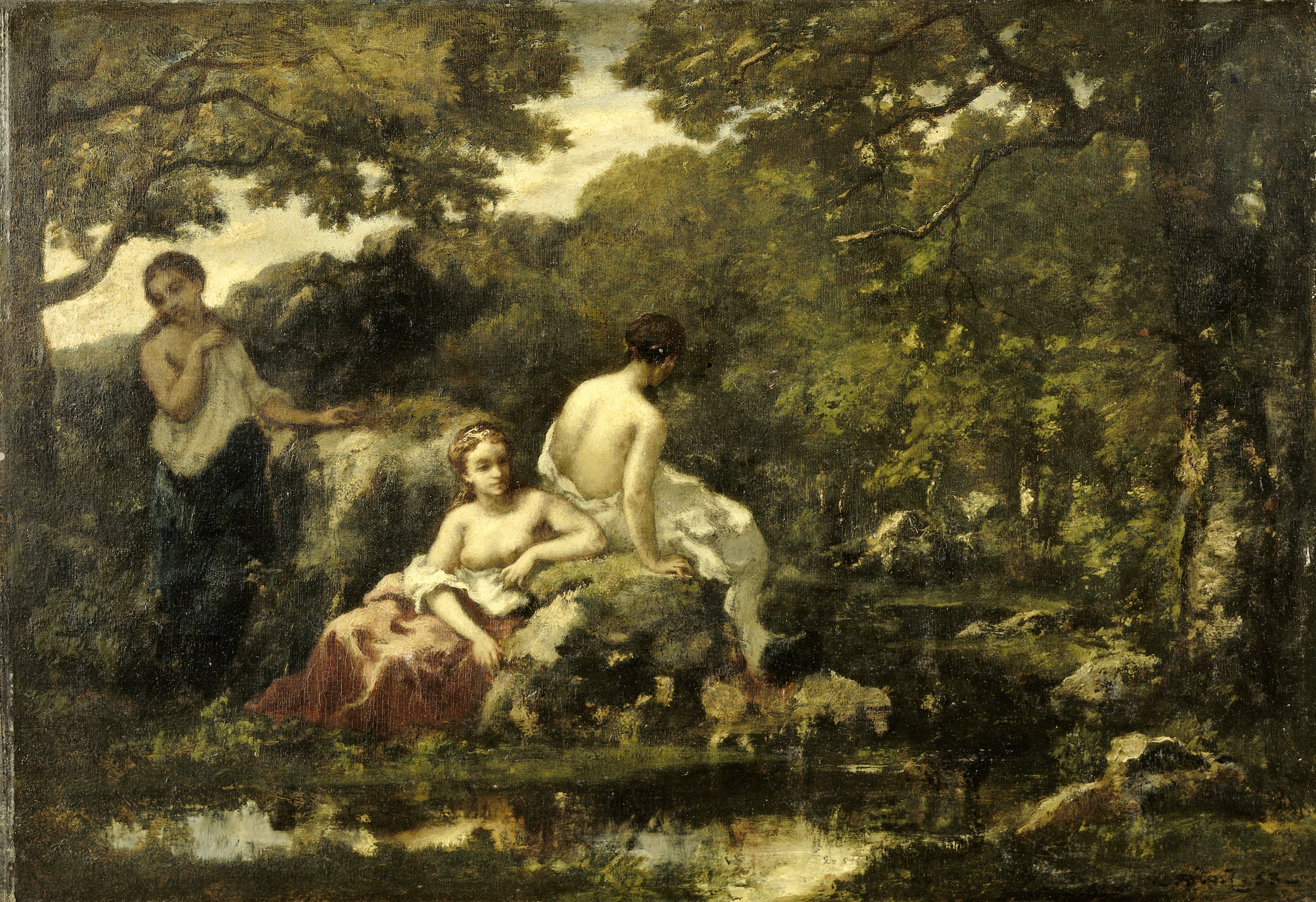
Idylle (1853)
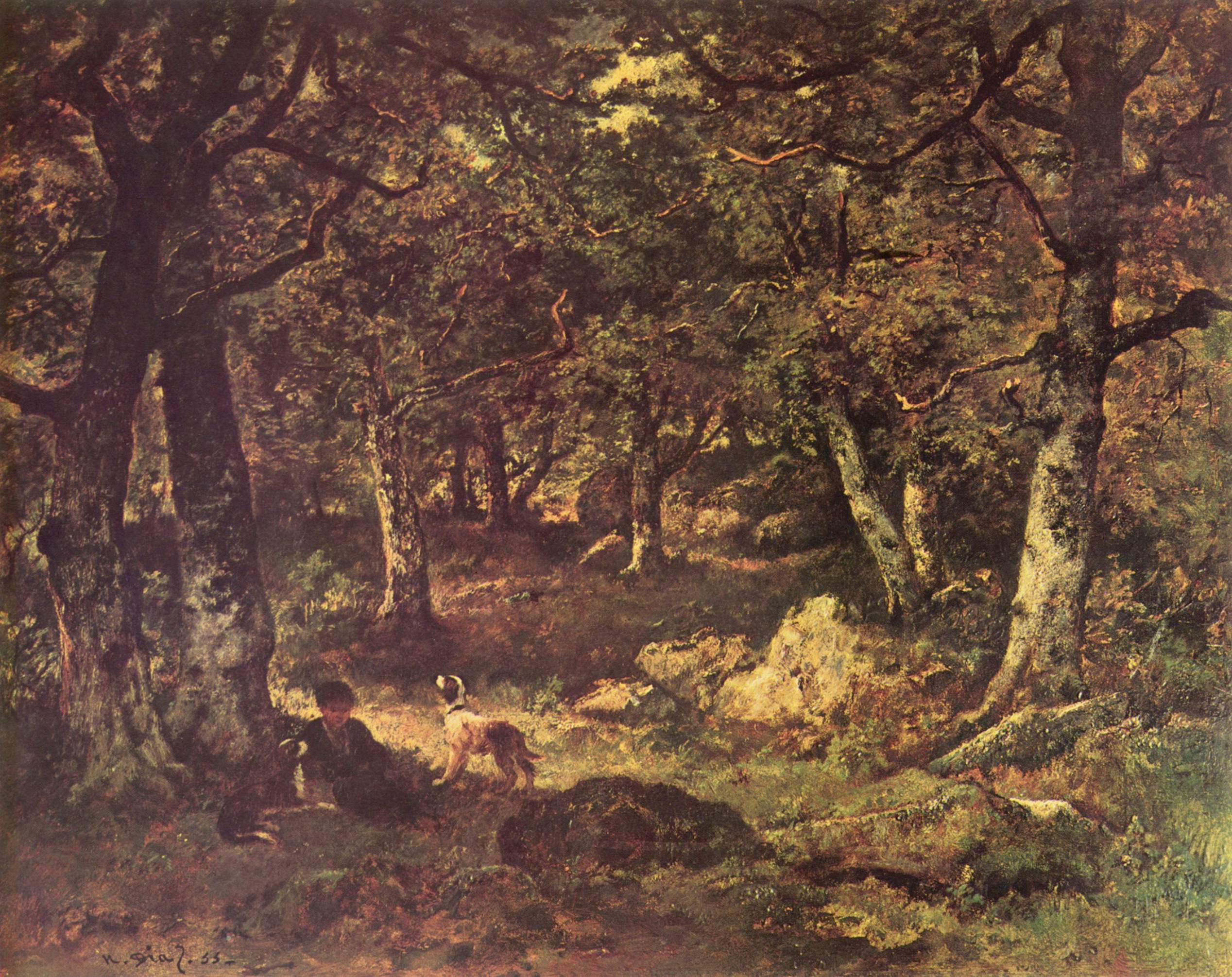
森の中
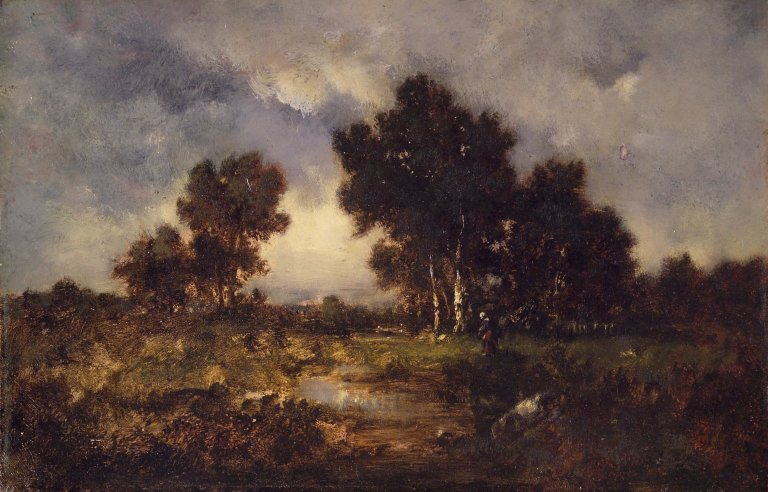
樹木と池 (1840-1850)
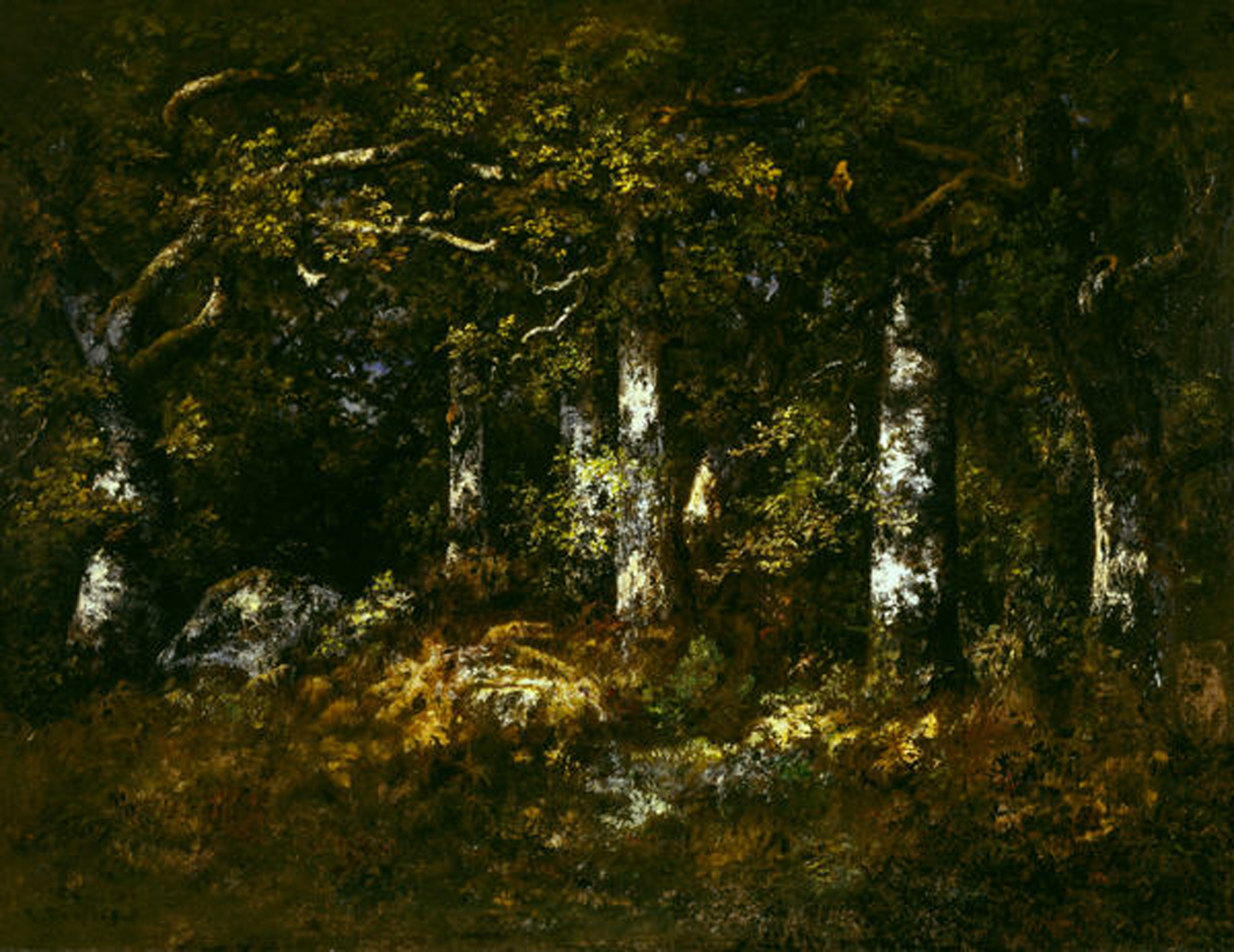
フォンテンブローの森(1868)
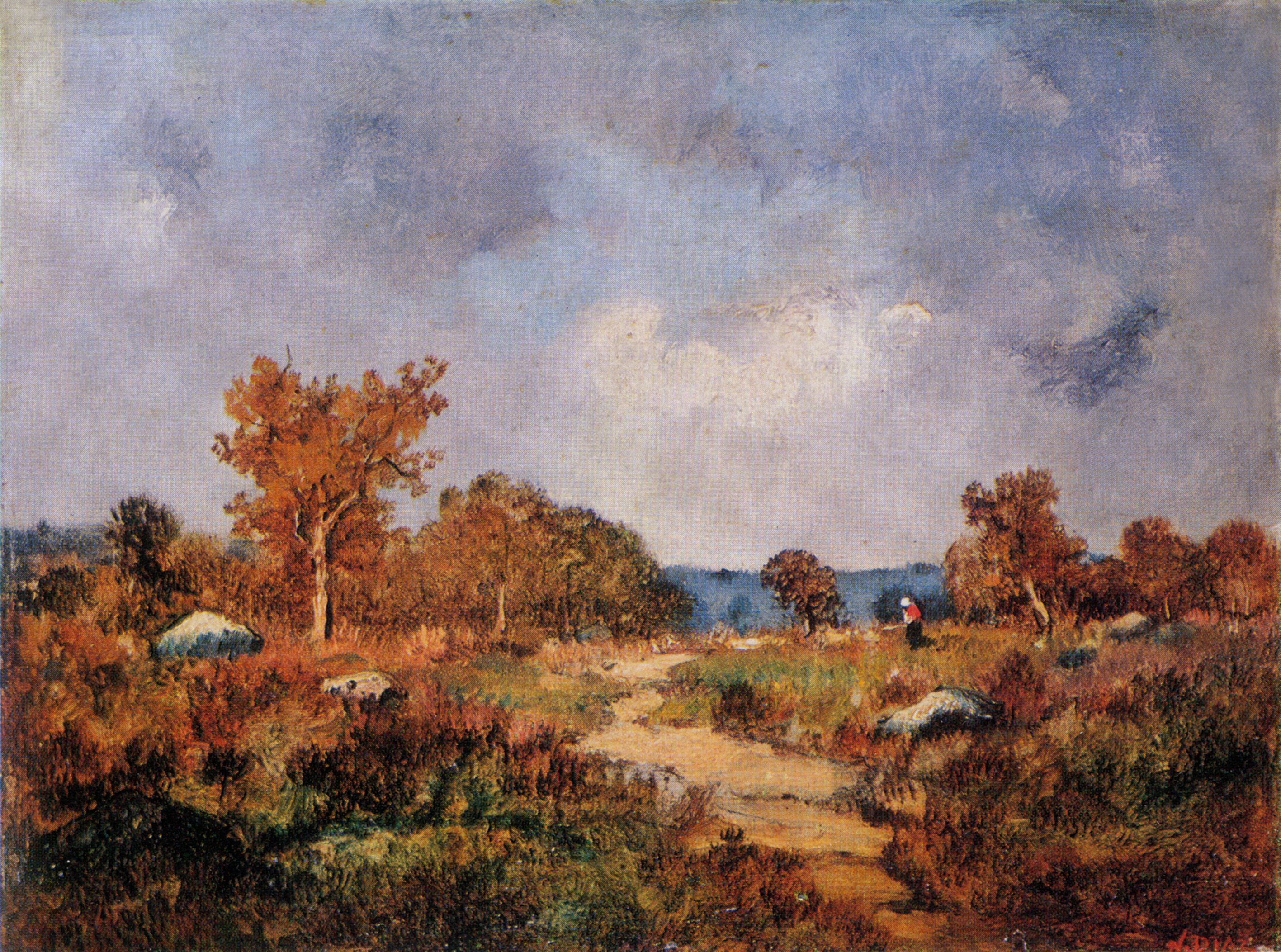
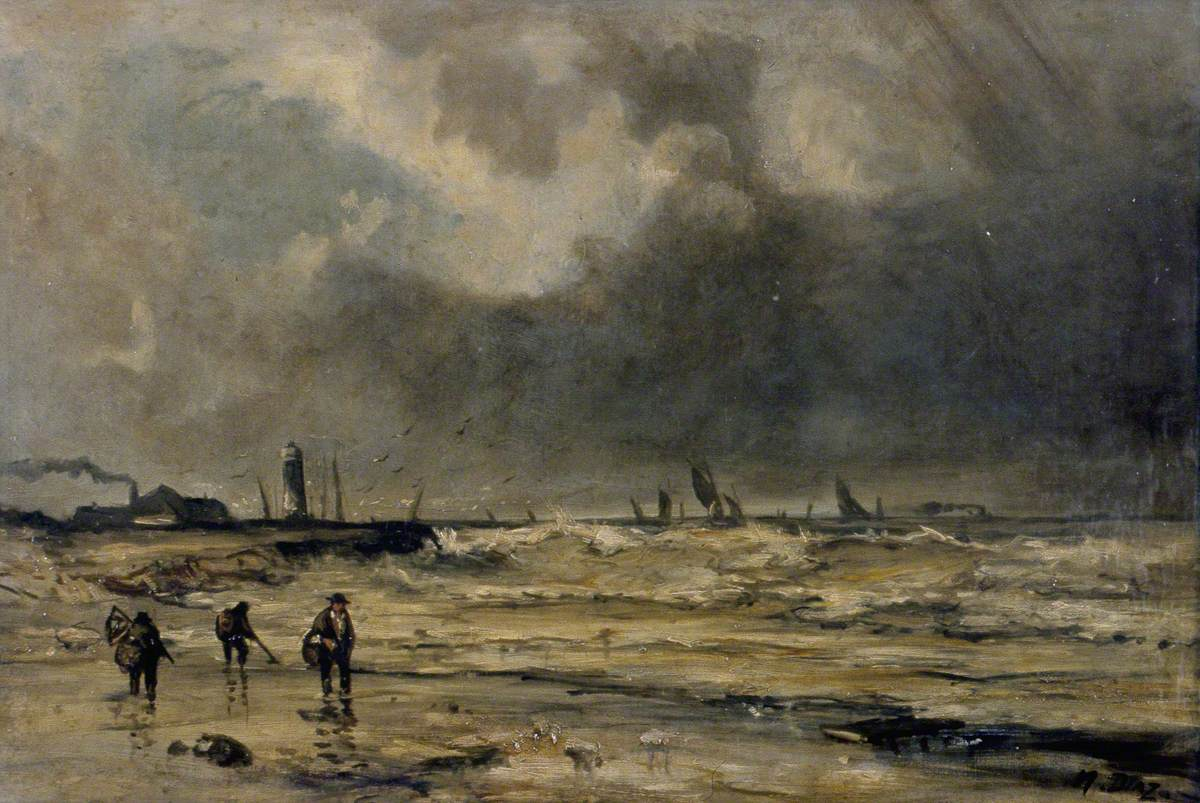